# Antirhea edanoi
Antirhea edanoi là một loài thực vật có hoa trong họ Thiến thảo. Loài này được Chaw mô tả khoa học đầu tiên năm 1992.